# Magnitud (astronomía)

Ilustración de fuentes luminosas de magnitud 1 a 3,5, en incrementos de 0,5

En astronomía, la magnitud es la medida del brillo de una estrella. Los antiguos astrónomos griegos llamaban estrellas de primer tamaño (primera magnitud), a las estrellas más brillantes que aparecían después del ocaso solar y a las últimas que desaparecían tras la salida del Sol, y sucesivamente estrellas de segundo tamaño (segunda magnitud), tercera magnitud, etc., hasta las estrellas de sexta magnitud, las estrellas visibles solo con oscuridad total.
En el siglo II a. C., el astrónomo y matemático griego Hiparco de Nicea reunió un catálogo de casi 1000 estrellas apreciables a simple vista, agrupándolas en seis categorías a las que denominó magnitudes. Las más brillantes fueron clasificadas como de primera magnitud; las más tenues como de sexta magnitud. Esta clasificación sigue empleándose en la actualidad, aunque con modificaciones. La más significativa fue introducida en el siglo XIX por el astrónomo inglés Norman Pogson.
Los astrónomos utilizan dos definiciones diferentes de magnitud: magnitud aparente y magnitud absoluta. La magnitud aparente (m) es el brillo de un objeto tal y como aparece en el cielo nocturno desde la Tierra.  La magnitud aparente depende de la luminosidad intrínseca de un objeto, de su distancia y de la extinción que reduce su brillo. La magnitud absoluta (M) describe la luminosidad intrínseca emitida por un objeto y se define igual a la magnitud aparente que tendría el objeto si estuviera situado a una cierta distancia de la Tierra, 10 parsecs para las estrellas. Para los planetas y  pequeños cuerpos del Sistema solar se utiliza una definición más compleja de magnitud absoluta, basada en su brillo a una unidad astronómica del observador y del Sol.
El Sol tiene una magnitud aparente de -27 y Sirio, la estrella visible más brillante del cielo nocturno, -1,46.   Venus, en su punto más brillante, tiene una magnitud de -5. La Estación Espacial Internacional (EEI) alcanza a veces una magnitud de -6.
Los astrónomos aficionados suelen expresar la oscuridad del cielo en términos de magnitud límite, es decir, la magnitud aparente de la estrella más débil que pueden véase a simple vista. En un lugar oscuro es habitual que se vean estrellas de 6ª magnitud o más débiles.
La magnitud aparente es en realidad una medida de iluminancia, que también puede medirse en unidades fotométricas como lux.

## Historia

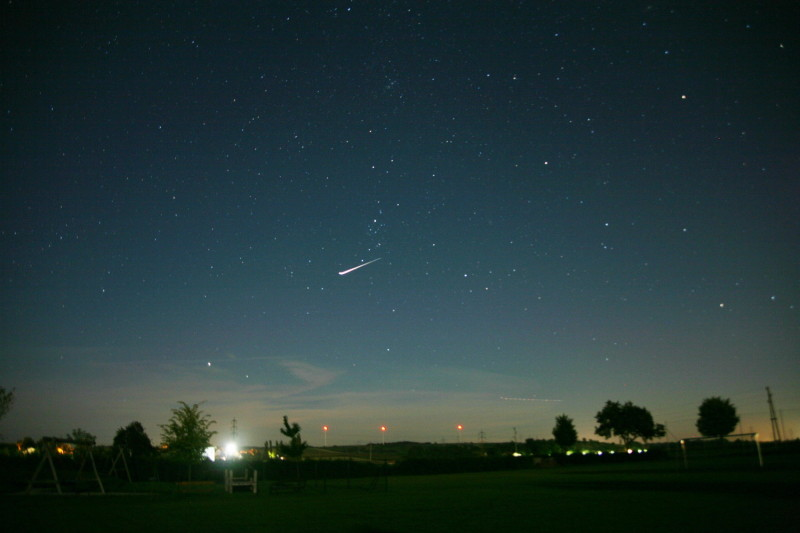
Fuentes luminosas de diferentes magnitudes. Una llamarada de satélite muy brillante puede verse en el cielo nocturno

En el siglo II a. C., el astrónomo griego  Hiparco elaboró un catálogo en el que señalaba el brillo aparente de las estrellas. En el siglo II de nuestra era, el astrónomo alejandrino  Ptolomeo clasificó las estrellas en una escala de seis puntos, y originó el término magnitud.
A simple vista, una estrella más prominente como Sirio o Arcturus parece más grande que una estrella menos prominente como Mizar, que a su vez parece más grande que una estrella realmente débil como Alcor. En 1736, el matemático John Keill describió así el antiguo sistema de magnitudes a simple vista:

Las Estrellas fijas parecen ser de diferentes Magnitudes, no porque realmente lo sean, sino porque no todas están igualmente distantes de nosotros. Las que están más cerca sobresaldrán en brillo y tamaño; las estrellas más lejanas darán una luz más tenue y parecerán más pequeñas al ojo. De aquí surge la distribución de las "Estrellas", de acuerdo con su orden y dignidad, en "Clases"; la primera clase contiene las que están más cerca de nosotros, se llaman "Estrellas" de la primera magnitud; las que están junto a ellas, son "Estrellas" de la segunda magnitud... y así sucesivamente, "hasta que llegamos a las "Estrellas" de la sexta magnitud, que comprenden las "Estrellas" más pequeñas que pueden ser discernidas con el ojo desnudo. Pues todas las demás Estrellas, que sólo se ven con la ayuda de un Telescopio, y que se llaman Telescópicas, no se cuentan entre estos seis Órdenes. Aunque la distinción de las Estrellas en seis Grados de Magnitud es comúnmente recibida por los Astrónomos; sin embargo no debemos juzgar, que cada Estrella en particular debe ser clasificada exactamente de acuerdo a una cierta Grandeza, que es una de las Seis; sino que en realidad hay casi tantos Órdenes de Estrellas, como hay Estrellas, siendo pocas de ellas exactamente de la misma Grandeza y Lustre. E incluso entre aquellas Estrellas que son consideradas de la Clase más brillante, aparece una Variedad de Magnitud; porque Sirio o Arcturus son cada una de ellas más brillante que Aldebarán o el Ojo de Toro, o incluso que la Estrella en Spica; y sin embargo todas estas Estrellas son consideradas entre las Estrellas del primer Orden: Y hay algunas Estrellas de tal Orden intermedial, que los Astrónomos han diferido en clasificarlas; algunos poniendo las mismas Estrellas en una Clase, otros en otra. Por ejemplo: El pequeño Perro fue colocado por Tycho entre las Estrellas de la segunda Magnitud, que Ptolomeo consideró entre las Estrellas de la primera Clase: Y por lo tanto no es verdaderamente ni de la primera ni de la segunda Orden, sino que debe ser clasificada en un Lugar entre ambas.

Téngase en cuenta que cuanto más brillante es la estrella, menor es su magnitud: las estrellas brillantes de "primera magnitud" son estrellas de "primera clase", mientras que las estrellas apenas visibles a simple vista son de "sexta magnitud" o "sexta clase".
El sistema era una simple delimitación del brillo estelar en seis grupos distintos, pero no tenía en cuenta las variaciones de brillo dentro de un mismo grupo.
Tycho Brahe intentó medir directamente la "grandeza" de las estrellas en términos de tamaño angular, lo que en teoría significaba que la magnitud de una estrella podía determinarse mediante algo más que el juicio subjetivo descrito en la cita anterior. Llegó a la conclusión de que las estrellas de primera magnitud medían 2 minutos de arco (2′) de diámetro aparente (1⁄30 de grado, o 1⁄15 el diámetro de la luna llena), con estrellas de segunda a sexta magnitud que miden 1 1⁄2′, 1 1⁄12′, 3⁄4′, 1⁄2′ y 1⁄3′, respectivamente. El desarrollo del telescopio demostró que estos grandes tamaños eran ilusorios: las estrellas aparecían mucho más pequeñas a través del telescopio. Sin embargo, los primeros telescopios producían una imagen espuria en forma de disco de una estrella que era más grande para las estrellas más brillantes y más pequeña para las más débiles. Los astrónomos desde Galileo hasta Jacques Cassini confundieron estos discos espurios con los cuerpos físicos de las estrellas, y así hasta el siglo XVIII siguieron pensando en la magnitud en términos del tamaño físico de una estrella. Johannes Hevelius elaboró una tabla muy precisa de tamaños de estrellas medidos telescópicamente, pero ahora los diámetros medidos oscilaban entre poco más de seis segundos de arco para la primera magnitud hasta poco menos de 2 segundos para la sexta magnitud. Para la época de William Herschel los astrónomos reconocían que los discos telescópicos de las estrellas eran espurios y una función del telescopio así como del brillo de las estrellas, pero seguían hablando en términos del tamaño de una estrella más que de su brillo. Incluso bien entrado el siglo XIX el sistema de magnitudes seguía describiéndose en términos de seis clases determinadas por el tamaño aparente, en las que

No hay otra regla para clasificar las estrellas que la estimación del observador; y de ahí que algunos astrónomos consideren de primera magnitud las estrellas que otros estiman de segunda.

Sin embargo, a mediados del siglo XIX los astrónomos ya habían medido las distancias a las estrellas mediante la paralaje estelar, y así comprendieron que las estrellas están tan lejos que esencialmente aparecen como fuentes puntuales de luz. Tras los avances en la comprensión del difracción de la luz y la visión astronómica, los astrónomos comprendieron plenamente que los tamaños aparentes de las estrellas eran espurios y cómo esos tamaños dependían de la intensidad de la luz procedente de una estrella (esto es, el brillo aparente de la estrella, que puede medirse en unidades como vatios/cm2), de modo que las estrellas más brillantes parecían más grandes.

### Definición moderna
Las primeras mediciones fotométricas (realizadas, por ejemplo, utilizando una luz para proyectar una "estrella" artificial en el campo de visión de un telescopio y ajustándola para que coincidiera en brillo con las estrellas reales) demostraron que las estrellas de primera magnitud son unas 100 veces más brillantes que las de sexta magnitud.
Así, en 1856 Norman Pogson de Oxford propuso que una escala logarítmica de 5√100 ≈ 2,512 se adoptara entre magnitudes, de modo que cinco pasos de magnitud correspondieran precisamente a un factor de 100 en brillo. Cada intervalo de una magnitud equivale a una variación de brillo de 5√100 o aproximadamente 2,512 veces. En consecuencia, una estrella de magnitud 1 es unas 2,5 veces más brillante que una estrella de magnitud 2, unas 2,52 veces más brillante que una estrella de magnitud 3, unas 2,53 veces más brillante que una estrella de magnitud 4, y así sucesivamente.
Éste es el sistema moderno de magnitudes, que mide el brillo, no el tamaño aparente, de las estrellas. Usando esta escala logarítmica, es posible que una estrella sea más brillante que las de "primera clase", por lo que Arcturus o Vega son de magnitud 0, y Sirio es de magnitud -1,46.

## Magnitud aparente y absoluta
Dos de los principales tipos de magnitudes que distinguen los astrónomos son:
- Magnitud aparente, el brillo de un objeto tal y como aparece en el cielo nocturno.
- Magnitud absoluta, que mide la luminosidad de un objeto (o la luz reflejada para objetos no luminosos como asteroides); es la magnitud aparente del objeto visto desde una distancia específica, convencionalmente 10 parsecs (32,6 años luz).

La diferencia entre estos conceptos puede verse comparando dos estrellas. Betelgeuse (magnitud aparente 0,5, magnitud absoluta -5,8) aparece ligeramente más tenue en el cielo que Alfa Centauri (magnitud aparente 0,0, magnitud absoluta 4,4) a pesar de que emite miles de veces más luz, porque Betelgeuse está mucho más lejos.

### Magnitud aparente
Según la moderna escala logarítmica de magnitudes, dos objetos, uno de los cuales se utiliza como referencia o línea de base, cuya Flujos (brillos) medidos desde la Tierra en unidades de potencia por unidad de superficie (como vatios por metro cuadrado, W  m-2) son F1 y Fref, tendrán magnitudes m1 y mref relacionadas por
{\displaystyle m_{1}-m_{\rm {ref}}=-2.5\log _{10}\left({\frac {F_{1}}{F_{\rm {ref}}}}\right).}
Nótese que los astrónomos utilizan sistemáticamente el término flujo para lo que en física se suele llamar intensidad, con el fin de evitar confusiones con la intensidad específica. Utilizando esta fórmula, la escala de magnitudes puede ampliarse más allá del antiguo rango de magnitudes 1-6, y se convierte en una medida precisa del brillo en lugar de ser simplemente un sistema de clasificación. [Los astrónomos miden ahora diferencias tan pequeñas como una centésima de magnitud. Las estrellas que tienen magnitudes entre 1,5 y 2,5 se denominan de segunda magnitud; hay unas 20 estrellas más brillantes que 1,5, que son estrellas de primera magnitud (véase la lista de estrellas más brillantes). Por ejemplo, Sirio es de magnitud -1,46, Arcturus es -0,04, Aldebarán es 0,85, Spica es 1,04, y Procyon es 0,34. Según el antiguo sistema de magnitudes, todas estas estrellas podrían haber sido clasificadas como "estrellas de primera magnitud".
Las magnitudes también pueden calcularse para objetos mucho más brillantes que las estrellas (como el Sol y la Luna), y para objetos demasiado débiles para ser vistos por el ojo humano (como Plutón).

### Magnitud absoluta
A menudo, sólo se menciona la magnitud aparente, ya que se puede medir directamente. La magnitud absoluta puede calcularse a partir de la magnitud aparente y la distancia de:
{\displaystyle m-M=2.5\log _{10}(d/10)^{2}=5\left(\log _{10}d-1\right)\,,}
porque la intensidad disminuye proporcionalmente a la distancia al cuadrado.  Esto se conoce como módulo de distancia, donde d es la distancia a la estrella medida en parsecs, m es la magnitud aparente y M es la magnitud absoluta.
Si la línea de visión entre el objeto y el observador se ve afectada por extinción debido a la absorción de luz por partículas de polvo interestelar, entonces la magnitud aparente del objeto será correspondientemente más débil. Para magnitudes A de extinción, la relación entre magnitudes aparentes y absolutas se convierte en
{\displaystyle m-M=5\left(\log _{10}d-1\right)+A.}
Las magnitudes absolutas estelares suelen designarse con una M mayúscula con un subíndice para indicar la banda pasante.  Por ejemplo, MV es la magnitud a 10 pársecs en el V passband.  Una magnitud bolométrica (Mbol) es una magnitud absoluta ajustada para tener en cuenta la radiación en todas las longitudes de onda; suele ser menor (es decir, más brillante) que una magnitud absoluta en una banda de paso concreta, especialmente para objetos muy calientes o muy fríos.  Las magnitudes bolométricas se definen formalmente a partir de la luminosidad estelar en vatios, y se normalizan para que sean aproximadamente iguales a MV para las estrellas amarillas.
Las magnitudes absolutas de los objetos del sistema solar se citan con frecuencia basándose en una distancia de 1 UA.  Se hace referencia a ellos con el símbolo H mayúscula.  Dado que estos objetos están iluminados principalmente por la luz reflejada del sol, una magnitud H se define como la magnitud aparente del objeto a 1 UA del sol y 1 UA del observador.

## Escala de magnitudes
La moderna escala de magnitudes, perfectamente establecida, se basa en el brillo de las estrellas en unas condiciones determinadas. En general, cuando el brillo de una estrella es 100 veces mayor que el de otra, su magnitud es 5 unidades menor. Así cuando la magnitud aumenta en 1 el brillo disminuye en (100)1/5, es decir, en 2,512. Debido a que la escala de magnitudes se establece con base en un cociente de brillos. Estos brillos siguen una progresión geométrica mientras que las magnitudes siguen una progresión aritmética. Esto se hace por dos motivos: para acercarse a la antigua clasificación griega de «tamaños» y para seguir la ley de Norman Pogson, conocida como razón de Pogson. La escala actual de magnitud se ha ajustado para que coincida lo más aproximadamente posible con la magnitud de los antiguos, siempre y cuando se utilice el ojo humano para medir la magnitud, lo que se llama magnitud visual.
| Magnitud |         |
| -------- | ------- |
| 0        | ---     |
| 1        | 2,512   |
| 2        | 6,310   |
| 3        | 15,851  |
| 4        | 39,818  |
| 5        | 100,022 |
| 6        | 251,257 |

El brillo de una estrella disminuye con la distancia y con la absorción interestelar, así que las magnitudes medidas desde la Tierra son solo magnitudes aparentes.

## Otros tipos de magnitudes
Hay otros tipos de magnitudes:
- Magnitud absoluta es la magnitud que tiene una estrella colocada a una distancia determinada y sin absorción. La magnitud absoluta está relacionada con el brillo real o intrínseco.

- Magnitud bolométrica cuando en lugar de la radiación visible se tiene en cuenta toda la radiación que emite el objeto.

- Según el aparato que mide el brillo, la magnitud aparente se clasifica en magnitud fotoeléctica, magnitud fotográfica, magnitud fotovisual o magnitud monocromática.

- Magnitud integrada o magnitud total es la que tendría un objeto estelar extenso (nebulosa o galaxia) si se supone concentrada en un punto.

- Magnitud combinada es la que se mide si se observa conjuntamente un par de estrellas que están (aparentemente) cerca entre sí. El observador las mide con una magnitud conjunta que se puede averiguar a partir de las magnitudes individuales.

- Por otra parte los eclipses tienen una magnitud de un eclipse que depende del diámetro de Sol o Luna ocultado.

- Concepto aparte pero relacionado con la magnitud, la magnitud límite es la mayor magnitud que puede observar un telescopio o la mayor magnitud contemplada en una catálogo de estrellas.